# Flå
Flå là một đô thị ở hạt Buskerud, Na Uy.
Flå đã được tách khỏi Nes ngày 1 tháng 1 năm 1905.
Đô thị này nằm ở điểm cực đông nam ở trong thung lũng và quận truyền thống Hallingdal.
Flå giáp Sør-Aurdal về phía bắc, phía đông giáp Ringerike, phía nam giáp Krødsherad và Sigdal, phía tây giáp Nore og Uvdal, tây bắc giáp Nes.
Dạng tiếng Na Uy Cổ của tên gọi là Flóða sokn (sokn = giáo khu). Đây là số nhiều của sở hữu cách của từ flœð, có nghĩa 'lũ lụt'..